# Dully Sykes
Dully Sykes (nacido Abdul Sykes el 4 de diciembre de 1980) es un cantante y compositor tanzano de Bongo Flava.

## Biografía
También conocido como Mr Misifa o Mr Chicks, Dully Sykes es un artista tanzano, nieto de Abdulwahid Sykes. Ha actuado en Reino Unido y es uno de los pioneros del dancehall swahili en la región de los Grandes Lagos de África, conocido por éxitos como Julieta, Salomé, Historia ya Kweli y Leah. Algunas de sus canciones están basadas en historias reales. 
Después del primer álbum, Historia ya kweli lanzado en 2003, la gente comenzó a llamar a su música "mwanasesele", que en swahili significa "ruido agudo y chirriante". Con la canción Handsome y un álbum con el mismo nombre, se convirtió en uno de los nombres más importantes de la música urbana joven en Tanzania. Ha producido música en su sello discográfico de Dar es Salaam llamado Dhahabu Records, y continúa escribiendo canciones. Ha proporcionado "ganchos" a muchos artistas, como Nimechezea Bahati de Man X y Please Forgive Me de P-Funk. Uno de sus temas, "Handsome", está en el CD de reggae y dancehall African Rebel Music Roots recopilado por el sello discográfico internacional "Out Here Records". 
Dully Sykes es famoso por ser uno de los padres fundadores de Bongo Flava, así como por su relevancia y permanencia, ya que la mayoría de los artistas de su época se han retirado de la escena musical. Además tiene una gran reputación por tocar con algunos de los grandes nombres de la industria, como "Marioo", "Shetta" y el fallecido "Pancho Latino". En 2022, presentó al cantante tanzano "Kusah" en su gran éxito Do Do"

## Controversia
Sykes ha recibido críticas por el contenido de sus letras y las imágenes de sus vídeos. Su canción más controvertida es "Nyambiz", un relato de su experiencia sexual con una "nyambizi", jerga que designa a una mujer grande y voluptuosa. Lanzada como sencillo en 2001, la canción fue atacada por varias organizaciones por su letra lasciva. En respuesta a la reacción pública, las estaciones de radio se negaron a reproducir la canción, sin embargo los oyentes de radio siguieron solicitándola.

## Discografía
- Historia ya Kweli (2003)
- Handsome (2004)
- Hunifahamu (2005)

## Recopilatorios
- Bongo Hottest Flavas: Volume 1
- Ndani ya Bongo: Volume 1
- Kwa Fujo Deejayz: Volume 1
- Kwa Fujo Deejayz: Ladha Zaidi
- Kwa Fujo Deejayz: Mlipuko wa Bongo Cuts
- Gede Records: Pasua Kichwa
- Bongo Halisi (2004)
- G-Project: Bongo Project Volume 1 (2005)
- Fungua Mwaka 2005 (2005)
- Pamoja Ndani Ya Game (2006)
- African Rebel Music: "Roots, Reggae and Dancehall" (2006)

## Premios
- 2011 Tanzania Music Awards]– "Action" con CPWAA, Ms. Triniti & Mangwair)[5][6]
- 2012 Tanzania Music Awards – Best Ragga/Dancehall Song ("Maneno Maneno" con Queen Darleen)